# Уштобинский сельский округ
Уштобинский се́льский окру́г (каз. Үштөбе ауылдық округі) — административная единица в составе Бухар-Жырауского района Карагандинской области Казахстана. Административный центр — село Уштобе.

## Состав
| № | Населённый пункт | Тип населённого пункта       | Код КАТО  | Географические координаты       | Население, чел. (2021 г.) |
| - | ---------------- | ---------------------------- | --------- | ------------------------------- | ------------------------- |
| 1 | Атамекен         | село                         | 354087600 | 49°40′48″ с. ш. 73°10′53″ в. д. | ↘401                      |
| 2 | Курылус          | село                         | 354087400 | 49°41′59″ с. ш. 73°19′18″ в. д. | ↘557                      |
| 3 | Сарыарка         | село                         | 354087300 | 49°40′36″ с. ш. 73°14′57″ в. д. | ↘716                      |
| 4 | Сокурское        | село                         | 354087500 | 49°47′38″ с. ш. 73°14′31″ в. д. | ↘293                      |
| 5 | Уштобе           | село, административный центр | 354087100 | 49°46′26″ с. ш. 73°14′14″ в. д. | ↗3734                     |

## Население
| Численность населения | Численность населения | Численность населения | Численность населения |
| 1989                  | 1999                  | 2009                  | 2021                  |
| --------------------- | --------------------- | --------------------- | --------------------- |
| 6171                  | ↘4947                 | ↗5691                 | ↗5701                 |